# Pintura religiosa

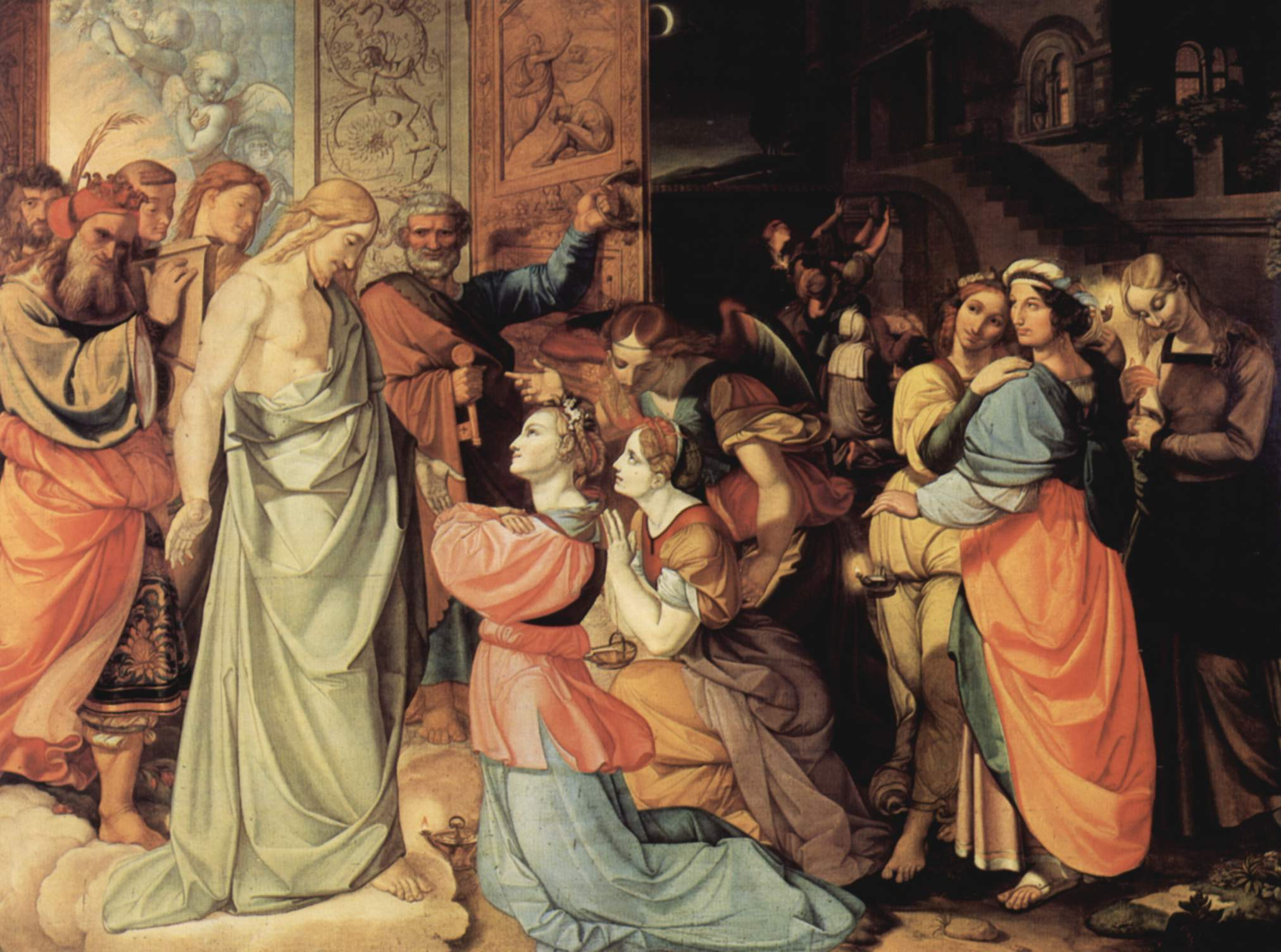
Las vírgenes sabias y las vírgenes necias, obra de Peter von Cornelius, pintura al óleo, 1813 - 1819, Düsseldorf, Museo de arte clásico.

La pintura religiosa es aquella que tiene como tema las representaciones de los textos sagrados, especialmente dentro de los tres monoteísmos. Es un subgénero dentro de la categoría general de pintura de historia caracterizada, en Europa, por tomar las escenas que representa del Antiguo o el Nuevo Testamento, así como las vidas de los santos y otros textos apócrifos cristianos. Es un género ampliamente desarrollado, que constituye una parte muy importante de la producción artística de los pintores en determinadas épocas.La pintura religiosa se desarrolla principalmente en tres grandes culturas monoteístas: cristianismo, judaísmo y musulmán. Cada una de estas culturas desarrolla los cuadros de diferentes maneras.